# Brinamento

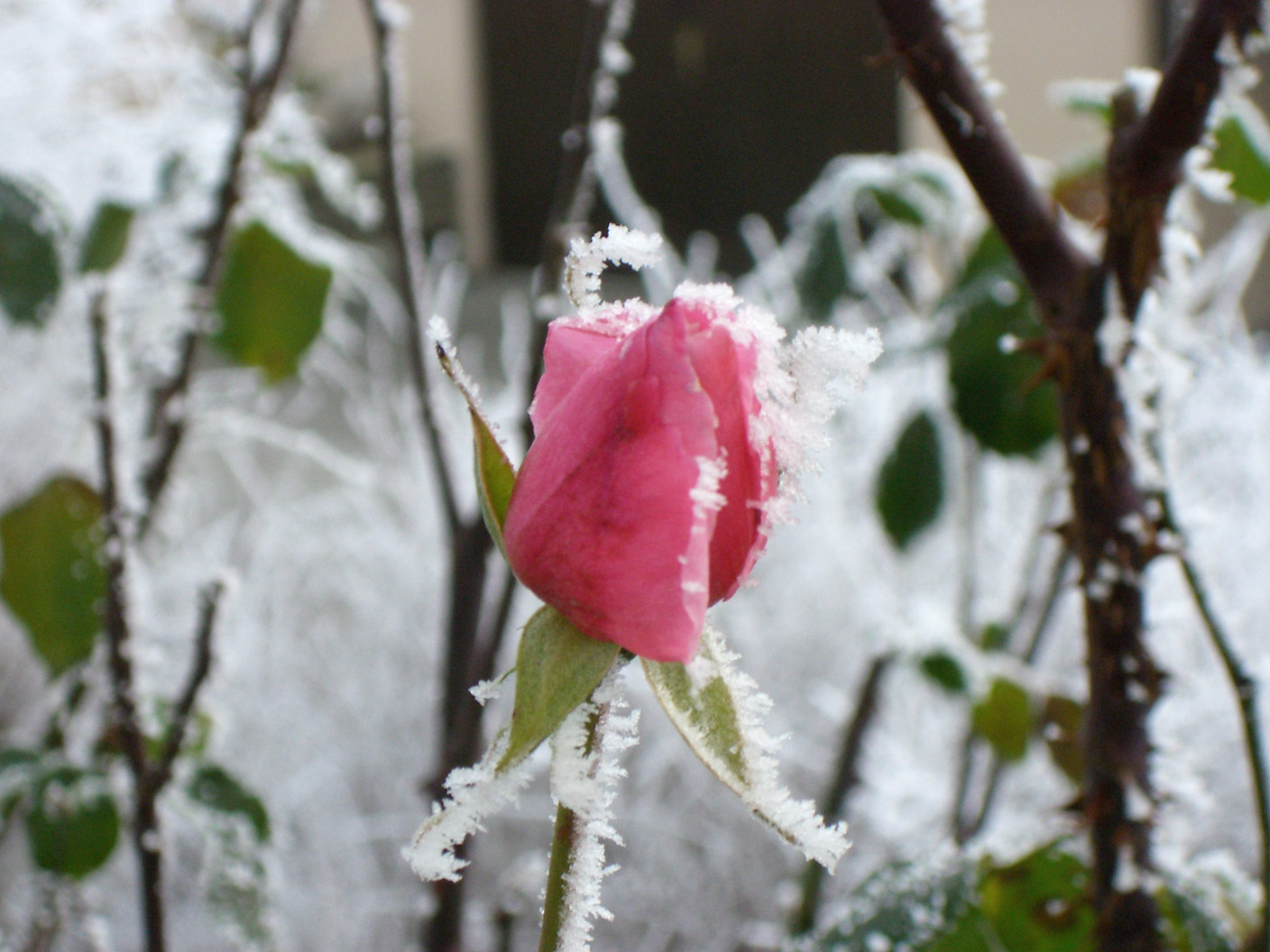
Esempio di brinamento naturale: brina su una rosa.

Il brinamento è il passaggio dallo stato aeriforme allo stato solido di una sostanza, senza passare per lo stato liquido.
L'origine del termine italiano si ricollega alla brina che si forma sull'erba quando, a causa delle basse temperature, il vapore acqueo nell'aria si trasforma in aghetti di ghiaccio che si depositano sull'erba.
Il passaggio inverso, quindi da solido ad aeriforme, viene indicato con sublimazione.
Per quanto riguarda la lingua inglese, il fenomeno del brinamento è in genere indicato come solidification, termine adottato dalla IUPAC per indicare entrambi i passaggi di stato da liquido a solido e da gas a solido.